# Plaza monumento a las Víctimas del Genocidio Armenio
La plaza Monumento a las Víctimas del Genocidio Armenio también llamada alternativamente Plaza Monumento a Armenia es el nombre que recibe un espacio público localizado en La Estancia de Chuao, un sector del Municipio Chacao al este del Distrito Metropolitano de Caracas, al oeste del Estado Miranda y al centro norte de Venezuela.
Se trata de un sitio usado por la comunidad armenia de Venezuela para realizar eventos relacionados con su cultura e historia y en especial para recordar el Genocidio armenio. Constituye además un monumento realizado como una réplica a menor escala del memorial Tsitsernakaberd que se encuentra cerca de la capital Armenia de Ereván. Está compuesto de doce grandes losas en círculo las cuales representan las doce provincias perdidas en el actual territorio de Turquía.
El Monumento honra la memoria de los millones de personas armenias que murieron en los tiempos del Imperio Otomano. El parlamento de Venezuela presidido en ese entonces por Nicolás Maduro reconoció en 2005 al Genocidio armenio y solicitó a la Unión Europea postergar la admisión de Turquía a ese organismo hasta que se reconozca el hecho por parte del gobierno de ese país.

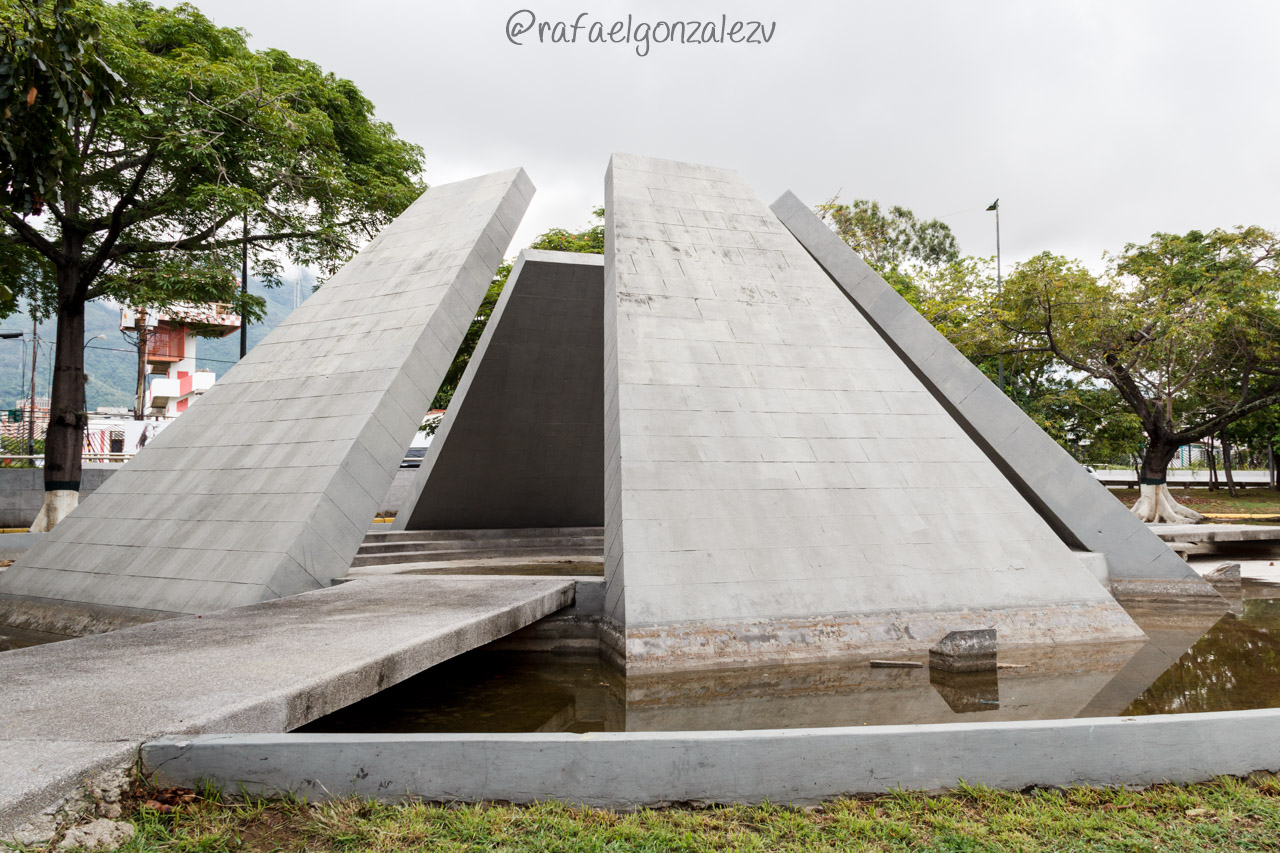
"Homenaje de la comunidad de Armenia a los caídos en 1915... Erigimos este monumento en este bello país, Venezuela, que es hoy nuestra patria. A ella le debemos honor porque nos recibió dándonos un pedazo de lo que antes fuimos".